# Terreuraanslag op Zweden in Brussel
Op 16 oktober 2023 schoot de Tunesiër Abdessalem Lassoued in naam van de terreurorganisatie Islamitische Staat drie Zweedse mannen neer, van wie er twee dodelijk werden geraakt, in de Belgische hoofdstad Brussel. De drie Zweden waren afgereisd als supporters voor de voetbalinterland tussen België en hun thuisland.

## De aanslag
Op maandag 16 oktober 2023 om 20u45 vond de interland tussen de Belgische en Zweedse nationale voetbalploegen plaats in het Koning Boudewijnstadion te Brussel. Het was een kwalificatiewedstrijd voor het Europees Kampioenschap 2024 in Duitsland. In de uren vóór de aftrap reed de 45-jarige Tunesiër Abdessalem Lassoued op een scooter in een oranje fluoriserend vest in Brussel rond met een Amerikaans AR-15 semiautomatisch geweer. Hij merkte drie Zweedse supporters op die in een taxi stapten. Hij begon het voertuig te achtervolgen en nam het omstreeks 19u15 onder vuur op het Sainctelettesquare in de stad Brussel. De zestigjarige Patrick Lundström werd in de taxi dodelijk geraakt en een zeventiger zwaar gewond in de nek. De zeventigjarige Kent Persson vluchtte een kantoorgebouw binnen, maar werd achtervolgd door Lassoued, die Persson in de inkomhal met twee schoten dodelijk raakte.
De schutter vertrok op zijn scooter, 'Allahoe akbar' roepend, en plaatste kort daarna een video op Facebook waarop hij verkondigde dat hij drie Zweden had neergeschoten om, in naam van de terreurgroep Islamitische Staat, moslims te wreken. Op 18 oktober werd de aanslag in een boodschap op de online berichtendienst Telegram inderdaad door IS opgeëist.
De Belgische voetbalbond hoorde van de aanslag maar besloot toch de interland tussen België en Zweden te laten doorgaan om paniek bij de reeds aanwezige supporters te vermijden. Na de eerste speelhelft hoorden de Zweedse spelers tijdens de rust van de aanslag op hun landgenoten en besloten ze in samenspraak met de Belgische spelers om de interland niet meer te hervatten. Omwille van de onzekerheid rond de dader en mogelijke medeplichtigen mochten de supporters het stadion niet direct verlaten. Het Nationaal Crisiscentrum liet rond middernacht de meer dan 30.000 Belgische supporters uit het Koning Boudewijnstadion naar huis gaan, nadat een grote politiemacht een veilige zone had gecreëerd. De Zweedse supporters werden onder politiebegeleiding naar hotels in Leuven en Brussel gebracht.
Na de aanslag werd door het Orgaan voor de Coördinatie en de Analyse van de Dreiging (OCAD) het dreigingsniveau in Brussel opgetrokken naar vier, het hoogste niveau. Voor de rest van België naar drie. De Belgische politie organiseerde een massale klopjacht en dankzij een tip werd de schutter de volgende ochtend (meer dan twaalf uur later) gevonden in het theehuis Al Khaima in de Brusselse gemeente Schaarbeek. Bij zijn arrestatie werd Lassoued door de politie neergeschoten en hij stierf onderweg naar het ziekenhuis. Het dreigingsniveau werd door de Nationale Veiligheidsraad teruggebracht naar drie met blijvende verhoogde waakzaamheid voor alle overheidsdiensten over heel België.

### Eerste reacties
Op 17 oktober besloten vele scholen in Brussel om zelf uit voorzorg die dag te sluiten. Een dag later werd een herdenkingsplechtigheid gehouden op de plaats van de aanslag in aanwezigheid van onder meer de Belgische en Zweedse premiers De Croo en Kristersson.

## Achtergrond dader
Op 13 januari 2005 werd Abdessalem Lassoued in zijn thuisland Tunesië veroordeeld tot 26 jaar gevangenis voor onder meer poging tot moord. In januari 2011 wist hij tijdens de Jasmijnrevolutie te ontsnappen en vertrok naar Europa. Met een bootje stak hij de Middellandse Zee over tot aan het Italiaanse eiland Lampedusa. Lassoued vroeg dat jaar asiel aan in Italië en Noorwegen. In 2012 trok hij naar Zweden, waar hij werd gearresteerd voor het dealen van drugs, hij werd veroordeeld tot twee jaar en twee maanden cel. Na het uitzitten van zijn straf werd hij in 2014 het land uitgezet, terug naar Italië. Daar werd hij in 2016 door het Italiaanse coördinatieorgaan voor de dreigingsanalyse DIGOS aangemerkt als geradicaliseerd en hij werd sindsdien in de gaten gehouden door de Italiaanse inlichtingendiensten.
Op 5 november 2019 deed Lassoued een asielaanvraag in België omdat hij daar al sinds 2015 zou wonen en getrouwd was met een Belgische vrouw. Hij gaf aan in Vorst en vervolgens in Schaarbeek te wonen. Zijn verzoek werd in oktober 2020 door het Commissariaat-generaal voor de Vluchtelingen en de Staatlozen stopgezet omdat hij niet kwam opdagen op gesprekken. Op 12 februari 2021 werd Lassoued uit het rijksregister geschrapt en in maart 2021 kreeg hij het bevel om het grondgebied te verlaten, maar hij bleef illegaal in België wonen bij zijn vrouw en dochter in Schaarbeek.

### Motief
Het motief van de schutter was onduidelijk. Wel was zeker dat hij specifiek naar Zweedse burgers zocht om neer te schieten. Juist voor de aanslag verklaarde hij in een video op sociale media dat "in het belang van het Boek van God (Koran) zielen en bloed worden opgeofferd". Dat wees volgens de Zweedse media in de richting van de controverse rond de recente koranverbrandingen in Zweden. Daarnaast koesterde hij wrok jegens Zweden omdat hij er in de gevangenis had gezeten.
Islamitische Staat gaf bij het opeisen van de aanslag op Telegram aan dat het op Zweden gericht was, omdat het land Koerdische troepen trainde die IS-jihadisten in Irak en Syrië bestreden.

## Kritiek
De Belgische overheid kreeg hevige kritiek van de oppositie omdat ze personen die het grondgebied moeten verlaten ongemoeid zou laten. OCAD kreeg kritiek omdat de dader niet op hun lijst van terreurverdachten stond, ondanks waarschuwingen van hun Italiaanse collega's bij DIGOS. Over het Amerikaanse AR-15-oorlogswapen van de schutter kreeg de Belgische politie kritiek dat ze de illegale wapenhandel als lage prioriteit behandelden.

## Onderzoek
Op 19 oktober 2023 was er een huiszoeking in de Duitse stad Dresden en arresteerde de Franse politie – op vraag van de Brusselse gerechtelijke autoriteiten – enkele personen in de stad Nantes, de departementen Loire-Atlantique, Maine-et-Loire en in de regio Parijs. Ze zouden rechtstreeks een video van de schutter hebben ontvangen, juist voor de aanslag, waarin hij zijn intenties bekendmaakte. Op 24 oktober stelde de Parijse onderzoeksrechter twee in Parijs opgepakte Tunesische mannen, een veertiger en een vijftiger, in staat van beschuldiging voor medeplichtigheid bij de aanslag in Brussel. Andere gearresteerden werden na verhoor vrijgelaten. De veertiger had telefonisch contact met de schutter voor de aanslag over de verblijfplaats van de Zweedse voetbalploeg en direct na de aanslag over zijn terreuractie. Ook in Spanje werd een man, die de opeisvideo van de dader had ontvangen, opgepakt en onder aanhoudingsbevel geplaatst. Hij was op de vlucht en had een crimineel verleden.
Op 25 oktober werd de 44-jarige Tunesiër Lamjed K. in Tervuren gearresteerd en door de Belgische onderzoeksrechter in verdenking gesteld van moord en poging tot moord in een terroristische context en deelname aan de activiteiten van een terroristische organisatie. Hij werd ervan verdacht het moordwapen, het Amerikaanse AR-15-aanvalsgeweer, aan de dader bezorgd te hebben.
Op 20 november 2023 hield het Belgisch federaal parket vijf huiszoekingen, drie in Ninove, één in Sint-Joost-ten-Node en één in Elsene. Drie mensen werden opgepakt en aangehouden. Twee werden verdacht van terrorisme en de derde van inbreuken op de wapenwet.
Op 30 november 2023 arresteerde het Franse nationale anti-terreurparket een verdachte die wapens zou hebben geleverd voor Lassoued. Hij werd aangeklaagd voor medeplichtigheid aan moord in een terreuraanslag en aan criminele bendevorming.
Eind januari 2025 werden twee mogelijke betrokkenen bij de aanslag gearresteerd, een 25-jarige Brunssummer in Nederland en een man op de luchthaven van Málaga in Spanje. Een Belgische onderzoeksrechter had een Europees aanhoudingsbevel tegen hen uitgevaardigd omdat ze ervan verdacht worden het AR-15-aanslagwapen aan Lassoued geleverd te hebben. Beide mannen riskeren een levenslange gevangenisstraf.

## Nasleep

### Ontslag minister van Justitie
Op 20 oktober 2023 nam de Belgische minister van Justitie Vincent Van Quickenborne (Open Vld) ontslag als politiek verantwoordelijke van zijn departement. Meteen na de aanslag had hij stevig uitgehaald naar de Noord-Afrikaanse landen die 'hun illegalen niet willen terugnemen'. Op 15 augustus 2022 had Tunesië echter bij de Belgische overheid een uitleveringsverzoek ingediend voor hun landgenoot Abdessalem Lassoued, omdat hij daar nog een gevangenisstraf moest uitzitten. Op 1 september 2022 maakte de FOD Justitie het verzoek over aan het parket van Brussel, maar de bevoegde magistraat had daar geen gevolg aan gegeven.
Van Quickenbornes adjunct-kabinetschef voor Justitie en Veiligheid Paul Van Tigchelt nam twee dagen later zijn functie over. Hij maakte prioriteit van digitalisering van de administratie bij de gerechtelijke en politiediensten. Al hun dossiers, taken, prioriteiten en onderzoeken worden in een database gestoken en een ICT-dashboardsysteem, genaamd Just One, zal die vanaf 2024 beter opvolgen en inplannen.

### Actieplan federale regering
Een week na de aanslag stelde de Belgische federale regering-De Croo een vijfpuntenactieplan voor ter verbetering van justitie en politie.
- Het parket van Brussel wordt versterkt met vijf magistraten en de procureur-generaal neemt als procureur des Konings de dagelijkse leiding van dat parket.
- De federale gerechtelijke politie van Brussel neemt 50 extra mensen aan en de spoorwegpolitie 25 personen extra.
- Het comité I en P, instanties die controle houden op respectievelijk de politie en de inlichtingendiensten, analyseren of de huidige procedures nog volstaan om de vele informatie van geseinde personen efficiënt te verwerken.
- Er komt meer informatie-uitwisseling via een digitale database tussen de Dienst Vreemdelingenzaken, justitie en politie zodat de diensten effectiever kunnen optreden tegen uitgeprocedeerde asielzoekers.
- De federale regering blijft verdere analyses maken van de totaliteit van de feiten over de schutter, die de betrokken diensten moeten blijven verzamelen. Indien nodig zal de regering op die basis het actieplan bijsturen.